# Schwarzköpfel
Der Schwarzköpfel (1140 m) ist ein Gipfel in den Bayerischen Voralpen. 

## Topographie
Das Schwarzköpfel ist eine schwach ausgeprägte Erhebung auf dem Bergrücken, der sich zwischen Schürfenkopf über Sulzkopf bis zum Rechelkopf zieht. Der vollständig bewaldete Gipfelbereich ist einfach von der Schwaigeralm aus zu erreichen.